# Adonisea septentrionalis
Adonisea septentrionalis là một loài bướm đêm trong họ Noctuidae.